# Пероксид бария
Перокси́д ба́рия (в просторечии — перекись бария) — неорганическое соединение, пероксид бария и кислорода, имеющий химическую формулу BaO2.

## Физические свойства
Соединение представляет собой белый или темно-серый порошок, плохо растворимый в воде
. С водой образует кристаллогидраты BaO2•8H2O и BaO2•H2O.

## Получение
- Нагревание оксида бария BaO в среде кислорода при 500 °C:
{\displaystyle {\mathsf {2BaO+O_{2}\leftrightarrow \ 2BaO_{2}}}}
- Сильное прокаливание Ba(NO3)2, BaCO3 или Ba(OH)2 в токе воздуха в присутствии следов воды[1].
- Осаждение из водных растворов солей концентрированным пероксидом водорода в щелочной среде:
{\displaystyle {\mathsf {BaCl_{2}+H_{2}O_{2}+2NH_{3}\cdot H_{2}O+6H_{2}O\longrightarrow BaO_{2}\cdot 8H_{2}O\downarrow +2NH_{4}Cl}}}

## Химические свойства
- Взаимодействует с серной кислотой, образуя нерастворимый сульфат бария и пероксид водорода

{\displaystyle {\mathsf {BaO_{2}+H_{2}SO_{4}\longrightarrow \ H_{2}O_{2}+BaSO_{4}\downarrow }}}
- Взаимодействует с концентрированной серной кислотой, образуя сульфат бария, озон и воду:

{\displaystyle {\mathsf {3BaO_{2}+3H_{2}SO_{4}(conc.)\longrightarrow \ 3H_{2}O+3BaSO_{4}\downarrow \ +O_{3}\uparrow }}}
- При нагревании свыше 500 °C разлагается:

{\displaystyle {\mathsf {2BaO_{2}\longrightarrow \ 2BaO+O_{2}\uparrow }}}
- При нагревании в избытке кислорода при высоком давлении получают надпероксид бария Ba(O2)2 — неустойчивое (разлагается при температуре выше 50 °C) жёлтое вещество[1], которое легко взаимодействует с водой с выделением кислорода и образованием гидроксида бария и пероксида водорода:

{\displaystyle {\mathsf {BaO_{2}+O_{2}\longrightarrow \ Ba(O_{2})_{2}}}}
{\displaystyle {\mathsf {Ba(O_{2})_{2}+2H_{2}O\longrightarrow \ Ba(OH)_{2}+H_{2}O_{2}+O_{2}\uparrow }}}
- При нагревании с озоном в инертной атмосфере образуется озонид бария Ba(O3)2.
- При нагревании без доступа воздуха реагирует с алюминием:

{\displaystyle {\mathsf {3BaO_{2}+2Al\longrightarrow \ 3BaO+Al_{2}O_{3}}}}

## Применение
- Для лабораторного получения пероксида водорода;
- Для лабораторного получения озона;
- Источник чистого O2;
- Компонент пиротехнических составов;
- Отбеливатель для ткани, бумаги.
- Пероксид бария крайне редко используется в косметике (из-за своей чрезвычайно высокой токсичности).

## Физиологическое действие и токсикология
- ПДК = 0,5 мг/м³.
- ЛД50 для мышей = 50 мг/кг (подкожно).
- Оказывает раздражающее воздействие на глаза, кожу и дыхательные пути[2].
- Опасен при проглатывании, т.к. под воздействием желудочного сока превращается в высокотоксичный хлорид бария.
- Может оказывать воздействие на нервную систему[2].